# Криптография в царской России
Криптография в царской России на систематической профессиональной основе появилась при Иване IV Грозном, обширная политическая деятельность которого сопровождалась приказами, нуждавшимися в защите от перехвата.
Новая веха в истории берет начало с приходом к власти Петра I. Первый император России сделал первые шаги к повсеместному внедрению средств защиты пересылаемых сведений. Было создано соответствующее отделение Посольского приказа, ведавшее шифрами, или «цифирами».
В 1740-х годах учреждаются первые черные кабинеты и служба перлюстрации. Начинает вестись активная деятельность по перехвату писем дипломатов и лиц, подозреваемых в шпионаже. При Екатерине II вследствие деятельности черных кабинетов начинаются преследования масонов.
XIX век принес ужесточение требований к стандартам защиты информации. Изобретение телеграфа поставило перед шифровальщиками задачу защитить пересылаемые новым способом данные.

## Криптография вДревней Руси
У восточных славян наиболее древним способом тайнописи была система «чуждых (или иных) письмён».
В Древней Руси для обеспечения конфиденциальности устных сообщений использовались условные слова и намёки, а также вставные частицы-паразиты (так называемый «тарабарский язык»).  Для защиты письменных сообщений  применялась физическая защита (опечатывание свитков), стеганография (свитки прятали в одежду, обувь и другие места) и шифрование. Шифрованные записи называли «тарабарской грамотой».
Сохранились летописи, тексты религиозного характера и письма, содержащие зашифрованные фразы. Например, переписчик Псковского «Апостола» 1307 года Домид увековечил своё имя, приписав его к «Апостолу» двумя видами тайнописи — цифровой системой (ВВ.МЛ.КК.ДД.ВВ.Ъ) и акростихом-первобуквием: (двдъ, органъ, мысль, истина, пятое слово не читается из-за порчи листа). А митрополит Киприан в своей переписке с Сергием Радонежским и Феодором Симоновским использовал простую литорею.

## Криптография вМосковской Руси

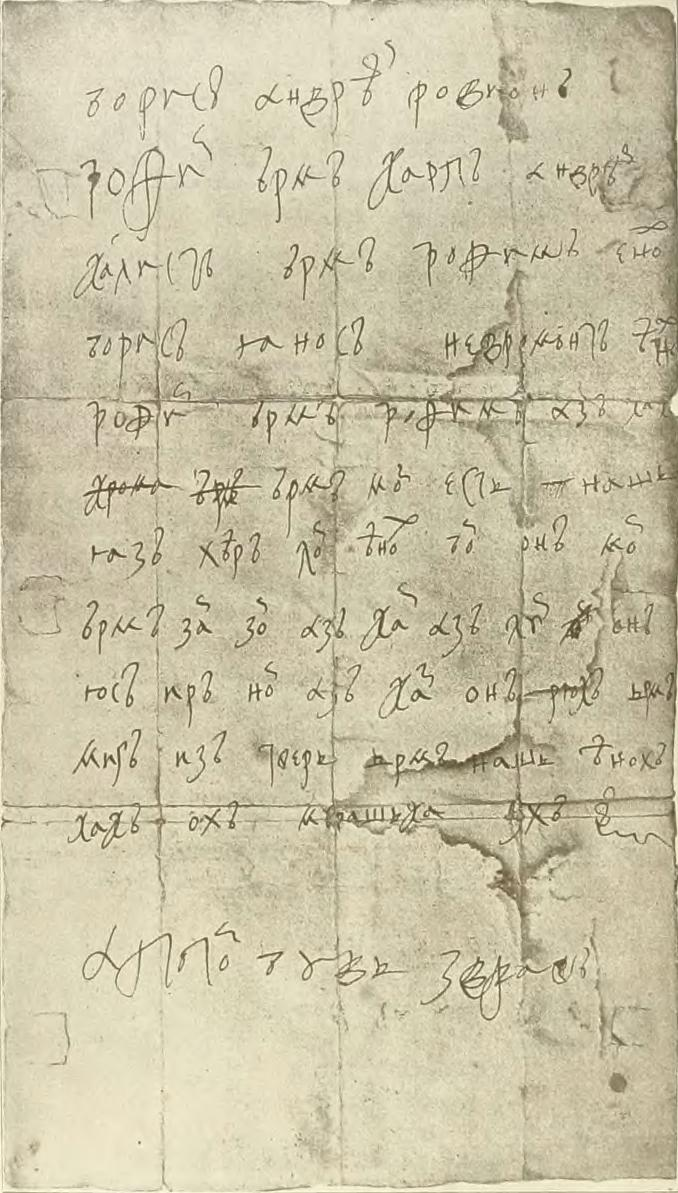
Шифрованное письмо царя Алексея Михайловича своему двоюродному брату стольнику Афанасию Ивановичу Матюшкину

Криптография как род профессиональной деятельности появилась на Руси при Иване IV (ранее существовали лишь так называемые древнерусские тайнописи, достаточно примитивные, но очень разнообразные). Крупные дипломатические и военные акции царя требовали засекречивания пересылаемых приказов. На службу в Посольский приказ стали поступать люди, создававшие так называемые «цифры», «цифиры», «азбуки», бывшие, по сути своей, простыми шифрами замены. Сын Ивана Грозного, Фёдор Иоаннович, наказывал русским послам «писать письма мудрою азбукою, чтоб оприч Царского величества никто не разумел», а к концу XVI века и вовсе стал требовать от послов воспроизведения шифров по памяти.
После прихода к власти Романовых криптография продолжила играть свою роль в высших государственных делах. Усиление власти Алексея Михайловича сопровождалось распространением шифрования, в том числе и на личную переписку царя.

## Первая половина XVIII века

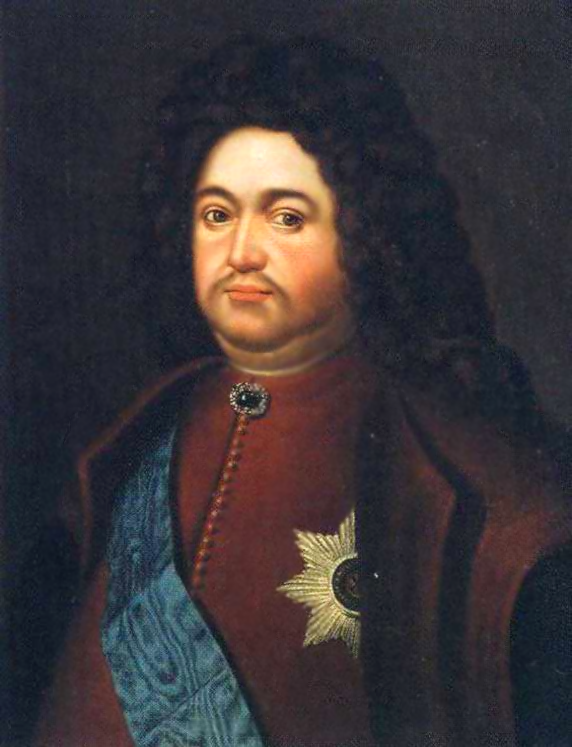
Ф. А. Головин, работа неизвестного художника

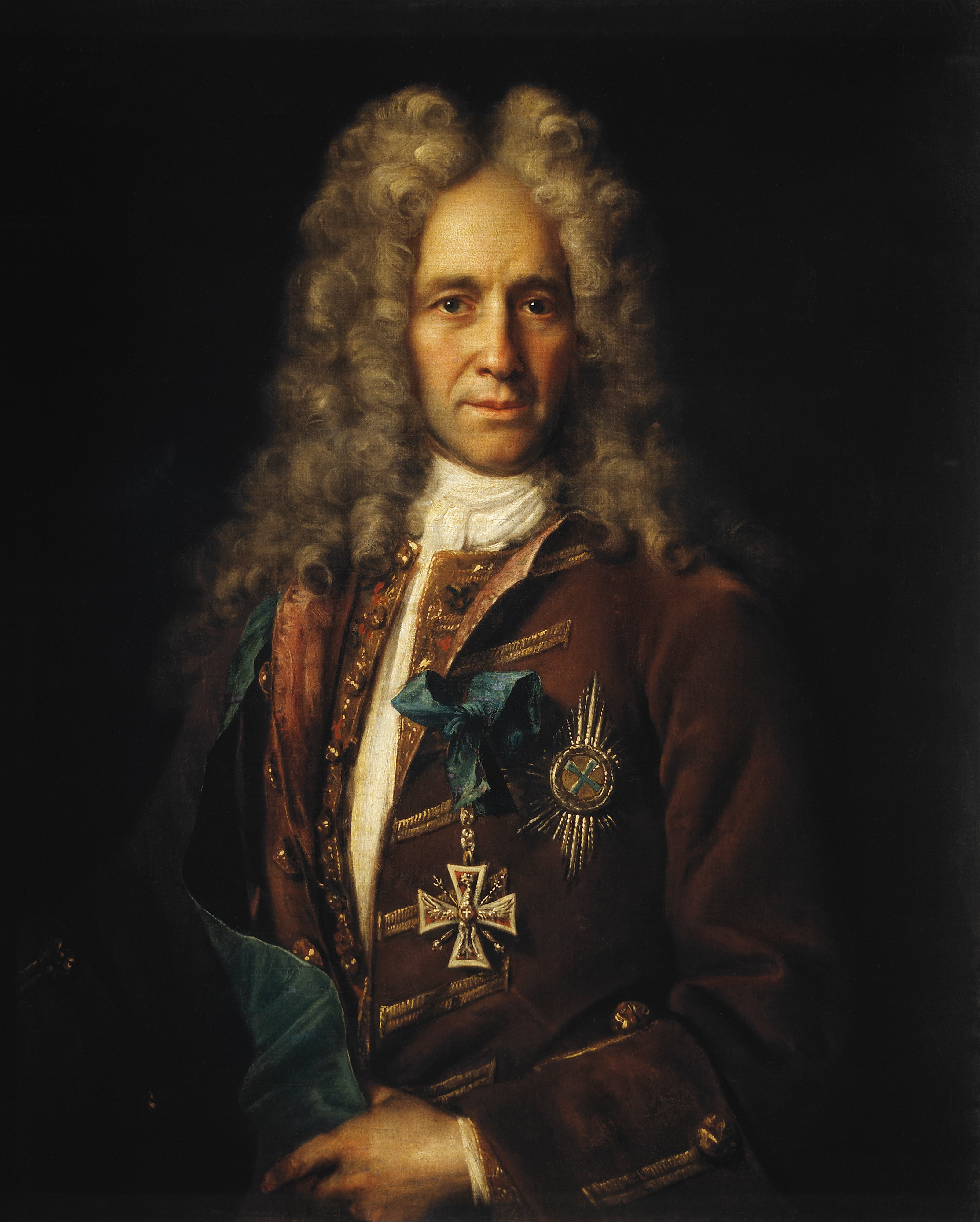
Г. И. Головкин, художник И. Никитин

Первым российским правителем, полностью понявшим невозможность безопасного существования государства без надежной защиты писем, документов и приказов, стал Пётр I. С 1700 года вся деятельность по созданию шифров и попыткам проанализировать перехваченные иностранные шифры стала вестись в цифирном отделении Посольского приказа, а с 1702 года — в Походной посольской канцелярии, ведавшей важнейшей политической перепиской царя и дипломатическими вопросами. Руководителем криптографического ведомства до своей смерти в 1706 году являлся первый министр Ф. А. Головин. С 1706 года криптографическое ведомство постоянно находилось под надзором канцлера Г. И. Головкина, преемника Головина, и вице-канцлера П. П. Шафирова. В 1709 году канцелярия занимает постоянное место в Петербурге и становится Посольской канцелярией. Типичными шифрами того времени по-прежнему оставались шифры замены. Также стоит заметить, что слова «шифр» и «ключ» до XX века были синонимами: ключом называли принцип шифрования, а его раскрытие означало гибель шифра.
Шифры петровской эпохи были шифрами замены, подобными древнерусским, но с тем дополнением, что открытый текст письма теперь состоял из частей, написанных на нескольких разных языках. Различные по размеру элементы открытого текста (буквы, слова, стандартные выражения) заменялись шифробозначениями из специально составленных алфавитов. Внешне шифры представляли собой листы бумаги с таблицами замены, написанными от руки. Люди, занимавшиеся шифрованием и расшифрованием текстов в соответствии с таблицами замены, назывались переводчиками. Текст, который надлежало шифровать, переписывали сначала служащие Посольского приказа, затем переводчики и секретари из Коллегии иностранных дел Шифры вручались отбывавшим на миссии дипломатам, командирам крупных военных подразделений. Так, известно, что строго обязательно шифровалась переписка Петра I с его доверенными лицами: А. Д. Меншиковым, А. И. Репниным. Но, несмотря на прочие меры предосторожности, переиспользование шифров было вполне обычным явлением, и шифры, использовавшиеся ранее в переписке с одним лицом, вполне могли служить ключом в переписке с другим.
Во время военных действий защищенная переписка иногда сопровождалась условной сигнализацией. Так, например, за неделю до Полтавского сражения Петр послал к коменданту Полтавы А. С. Келину шифрованное письмо в шести экземплярах. В самом письме, помимо военных планов, содержалась просьба известить о получении письма пятью последовательными пушечными выстрелами. Интересно также то, что сами эти письма были доставлены в полых снарядах в отсутствие возможности послать гонца.

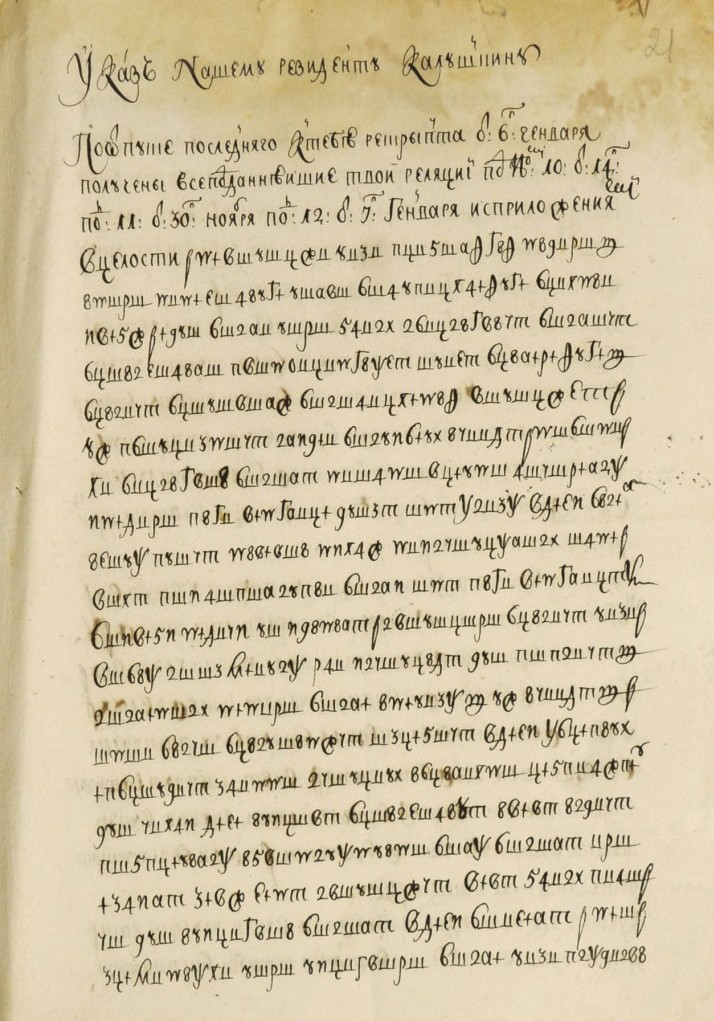
Шифрованное сообщение вице-канцлера А. И. Остермана русскому резиденту в Персии И. П. Калушкину, 1737

Уже с 30-х годов XVIII века таблицы замены стали составляться с поправкой на защиту от частотного криптоанализа: гласные буквы, которые, как известно, встречаются чаще других, заменялись несколькими шифробозначениями. В агентурных шифрах, существовавших как класс неофициально, дополнительным средством защиты являлся запрет называть собеседника так, как это могло бы его выдать при перехвате письма. Поэтому бытовали обращения «приятель», «друг» и прочие. Помимо криптографии, агенты и контрагенты вынуждены были прибегать также и к стеганографии. Во многом именно расширению агентурных сетей и появлению возможностей к перехвату зашифрованной переписки обязана своим развитием криптография.
Одним из крупнейшних разоблачений агентов, произошедших в XVIII веке, стало дело Дюка де Фаллари, агента Карла Леопольда Мекленбург-Шверинского. По подозрению в шпионаже агент был арестован. Среди вещей задержанного был обнаружен шифр многозначной замены, при помощи которого были расшифрованы приказания Карла Леопольда. В их числе была подготовка почвы для брака Анны Леопольдовны с герцогом курляндским, что было далеко от интересов Российской империи.

## Чёрные кабинеты
В 1740-е годы в России начинают свою работу чёрные кабинеты. Учреждение службы перлюстрации в чёрных кабинетах связывают с именем А. П. Бестужева-Рюмина. Тонкую и сложную процедуру вскрытия стала проходить почти вся дипломатическая переписка. Следом за вскрытием требовалось провести дешифровку сообщения, что делало необходимым наличие криптоаналитиков в чёрных кабинетах. Первые успехи работы ведомства считаются плодами трудов известного математика Х. Гольдбаха, представившего, в частности, за полгода работы 61 дешифрованное письмо прусских и французских министров. Вслед за Гольдбахом к работе были подключены другие сильные математики того времени: Л. Эйлер, сыновья знаменитого И. Бернулли — Николай и Даниил; Ф. Эпинус. В отдельных случаях после успешного дешифрования письма осуществлялась и подмена содержимого письма. В какой-то степени деятельность этого ведомства стала прообразом активного криптоаналитика, выполняющего атаку «Человек посередине».

## Вторая половина XVIII века
В 1750-х годах требования к шифрам ужесточились. Это по-прежнему были шифры замены, однако алфавиты теперь состояли из более чем тысячи символов, а количество «пустышек» (ничего не значащих символов шифртекста) регламентировалось правилом: «Пустые числа писать где сколько хочется, только чтобы на каждой строке было сих чисел не меньше трех или четырёх». Весьма любопытен тот факт, что подобные правила имели, помимо всего прочего, и направленность на воспитание глубокого чувства долга у сотрудников Посольской канцелярии, на убеждение их в том, что шифровальная деятельность приносит огромное благо государству Российскому.
Во время первых 25 лет правления Екатерины II широкое распространение получили масонские взгляды. В своей переписке масоны использовали шифры, выглядевшие как шифры простой замены, где буквы алфавита заменялись «гиероглифами», особыми символами. Однако на деле эти шифры оказывались семантическими. Трудность дешифровки писем масонов была вызвана тем, что получатель волен был сам трактовать содержание письма. В свою очередь это было связано с тем, что особое место в жизни масонов занимали символы и обряды, степени посвящения отправителя и получателя. Но, несмотря на все усилия последователей «вольных каменщиков» по сокрытию содержания переписки, деятельность черных кабинетов привела к череде судов над масонскими лидерами во времена их преследований агентами Екатерины. Именно активную перлюстрацию писем масонов имеют в виду, когда упоминают расцвет чёрных кабинетов при Екатерине II.

## XIX век

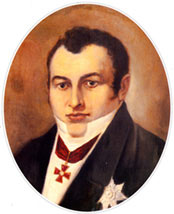
П. Л. Шиллинг, работа неизвестного художника

В начале XIX века с приходом к власти Александра I вся криптографическая деятельность переходит в ведение Канцелярии Министерства иностранных дел Российской империи. Канцелярия состояла из 4 основных отделений и 3 секретных: первого цифирного (шифровальный), второго цифирного (дешифровальный), газетного (служба перлюстрации). Одним из наиболее значимых достижений ведомства стало дешифрование приказов и переписки Наполеона I во время Отечественной войны 1812 года. Примечательно также, что с 1803 года на службе в Канцелярии находился выдающийся российский ученый П. Л. Шиллинг, которому приписывается изобретение биграммных шифров. В 1828 году он стал главой первого цифирного отделения.
Значимым событием первой половины XIX века является изобретение электромагнитного телеграфа П. Л. Шиллингом в 1832 году. Для безопасного использования телеграфа был почти сразу после его изобретения опубликован коммерческий шифр. Появление этого шифра привело к созданию и дипломатических шифров для передачи сведений с использованием современных технологий.
Во второй половине XIX века МИД перестало быть единственным ведомством, обладающим отделением криптографической службы. Аналогичными привилегиями были наделены военное Министерство и Министерство внутренних дел. Шифры стали классифицировать по их назначению: так были официально выделены военные, агентурные, гражданские (использовались, например, Министерством финансов), жандармские шифры. Также впервые после правления Петра I в криптографии отказались от использования нескольких языков в одном шифруемом сообщении. Так появились шифры русские, французские, английские, немецкие и пр.
Созданный в те же годы Цифирный комитет устанавливал сроки действия каждого шифра, которые не всегда соблюдались надлежащим образом. В среднем шифры использовались от трёх до шести лет, однако интересна история русского биграммного ключа № 356, который был дважды скомпрометирован за 25 лет своей службы и, наконец, в 1898 году был изъят из обращения с формулировкой «вследствие почти четвертьвекового всемирного использования».